# Born to Try
Born to Try este un cântec al Deltei Goodrem. Cântecul face parte de pe albumul de debut al acesteia, Innocent Eyes. Melodia a fost lansată ca primul single al albumului pe data de 8 noiembrie 2002. Cântecul a fost scris de Delta Goodrem și Audius Mtawarira și produs de Ric Wake. Single-ul s-a dovedit a fi un succes, clasându-se pe prima poziție în Australia și Noua Zeelandă. Single-ul a atins și poziția cu numărul 3 în clasamentul din Regatul Unit.

## Formate Disponibile
CD single - Australia
1. „Born to Try” — 4:13
2. „Born to Try” (Graham Stack remix) — 4:14
3. „Born to Try” (original demo) — 4:14

CD single 1 - Regatul Unit
1. „Born to Try”
2. „Born to Try” (demo version)
3. „In My Own Time”

CD single 2 - Regatul Unit
1. „Born to Try” (radio edit)
2. „Born to Try” (Mash Master mix)
3. „Longer”
4. „Born to Try” (music video)

Remix-uri Oficiale
1. „Born to Try” (demo version)
2. „Born to Try” (Graham Stack remix)
3. „Born to Try” (Mash club mix)
4. „Born to Try” (Mash Master mix)
5. „Born to Try” (Mash radio edit)
6. „Born to Try” (U.S. mix)

## Clasamente
| Clasament (2002)          | Poziția Maximă |                       |
| ------------------------- | -------------- | --------------------- |
| Australian Singles Chart  | 1              |                       |
| Clasament (2003)          | Poziția Maximă |                       |
| Ireland Singles Chart     | 13             |                       |
| Netherlands Singles Chart | 19             |                       |
| New Zealand Singles Chart | 1              |                       |
| Swiss Singles Chart       | 58             |                       |
| UK Singles Chart          | 3              |                       |
| Clasamentul Anului 2002   | Poziția Maximă | Certificat            |
| Australian Singles Chart  | 34             |                       |
| Clasamenteul Anului 2003  | Poziția Maximă | Certificat            |
| Australian Singles Chart  | 4              | 3x Platină (210,000+) |